# RBC in het seizoen 1954/55
Het seizoen 1954/1955 was het eerste jaar in het bestaan van de Roosendaalse betaaldvoetbalclub RBC. De club kwam uit in de Eerste klasse D en daarin op de 10e plaats, dit betekende dat de club in het nieuwe seizoen uitkwam op het één-na-hoogste voetbalniveau.

## Wedstrijdstatistieken

### Eerste klasse D(afgebroken)
|       | BVV   | EBOH  | Excelsior | Hermes DVS | Kerkrade | Limburgia | NAC | PSV   | Sittardia | VVV   | Willem II | Xerxes |
| ----- | ----- | ----- | --------- | ---------- | -------- | --------- | --- | ----- | --------- | ----- | --------- | ------ |
| Thuis | –     | 4 – 1 | –         | –          | 6 – 2    | –         | –   | –     | –         | 2 – 1 | 2 – 2     | 2 – 1  |
| Uit   | 3 – 1 | –     | 2 – 3     | 2 – 1      | –        | 3 – 0     | –   | 1 – 0 | –         | –     | –         | –      |

### Eerste klasse D
|       | AGOVV | Ajax  | Be Quick | BVV   | D.F.C. | Eindhoven | De Graafschap | HVC   | Sportclub Enschede | De Volewijckers | VSV   | VVV   | Xerxes |
| ----- | ----- | ----- | -------- | ----- | ------ | --------- | ------------- | ----- | ------------------ | --------------- | ----- | ----- | ------ |
| Thuis | 3 – 1 | 1 – 1 | 2 – 1    | 2 – 1 | 3 – 1  | 1 – 2     | 3 – 1         | 1 – 1 | 2 – 2              | 1 – 2           | 2 – 2 | 1 – 3 | 1 – 0  |
| Uit   | 1 – 4 | 3 – 1 | 1 – 1    | 5 – 2 | 0 – 0  | 3 – 2     | 6 – 0         | 2 – 3 | 2 – 2              | 0 – 5           | 5 – 0 | 3 – 0 | 1 – 0  |

#### Beslissingswedstrijd voor plaats 9
| Beslissingswedstrijd                                                                 | D.F.C.          | 1 – 0 (0 – 0) | RBC |
| 3 juli 1955 Plaats: Breda Beatrixstraat Toeschouwers: 12.000 Scheidsrechter: Beltman | Piet van Es 86' |               |     |

## Statistieken RBC 1954/1955

### Eindstand RBC in de Nederlandse Eerste klasse D 1954 / 1955
| Stand | Gespeeld | Gewonnen | Gelijk | Verloren | Punten | Doelpunten voor | Doelpunten tegen |
| ----- | -------- | -------- | ------ | -------- | ------ | --------------- | ---------------- |
| 10e   | 26       | 9        | 7      | 10       | 25     | 43              | 50               |

### Eindstand RBC in de Nederlandse Eerste klasse C 1954 / 1955 (afgebroken)
| Stand | Gespeeld | Gewonnen | Gelijk | Verloren | Punten | Doelpunten voor | Doelpunten tegen |
| ----- | -------- | -------- | ------ | -------- | ------ | --------------- | ---------------- |
| 5e    | 10       | 5        | 1      | 4        | 11     | 19              | 11               |

### Topscorers
| #      | Naam             | Goal |
| ------ | ---------------- | ---- |
| 1.     | Kees Vermunt     | 15   |
| 2.     | Piet Bruijninckx | 12   |
| 3.     | Christ Bindels   | 10   |
| 4.     | Jan Stofmeel     | 3    |
| 5.     | Kees Cools       | 2    |
| 6.     | George Knobel    | 1    |
| Totaal | Totaal           | 43   |

| #      | Naam        | Goal |
| ------ | ----------- | ---- |
| –      | Geen speler | 0    |
| Totaal | Totaal      | 0    |

| #      | Naam             | Goal |
| ------ | ---------------- | ---- |
| 1.     | Kees Vermunt     | 8    |
| 2.     | Piet Bruijninckx | 5    |
| 3.     | Christ Bindels   | 3    |
| 4.     | Jan Stofmeel     | 2    |
| 5.     | Kees Cools       | 1    |
| 5.     | Cees van Haperen | 1    |
| 5.     | A. Sacharias     | 1    |
| Totaal | Totaal           | 21   |